# Alessandro Rosina
Alessandro Rosina (Belvedere Marittimo, 31 januari 1984) is een Italiaans voormalig voetballer die doorgaans speelde als aanvaller. Tussen 2002 en 2020 was hij actief voor Parma, Hellas Verona, Torino, Zenit Sint-Petersburg, Cesena, Siena, Catania, Bari en Salernitana. Rosina maakte in 2007 zijn debuut in het Italiaans voetbalelftal.

## Clubcarrière
Rosina speelde in de jeugdopleiding van Parma en werd in 2002 doorgeschoven naar het eerste elftal van de club. Op 16 februari 2003 debuteerde de middenvelder tegen Juventus als invaller voor Hidetoshi Nakata. In januari 2005 werd Rosina, die weinig aan spelen toekwam bij Parma, verhuurd aan Hellas Verona. Daar had hij een succesvol half jaar en Torino nam hem het jaar erop over. Met Torino promoveerde hij naar de Serie A en hij was een zeer belangrijke waarde voor de club. In de zomer van 2009 werd hij overgenomen door Zenit Sint-Petersburg. In Rusland speelde hij echter niet erg veel en in 2011 werd hij op huurbasis gestald bij Cesena. Het seizoen erop speelde hij opnieuw weinig bij Zenit, waar hij onder anderen Danko Lazović en Szabolcs Huszti als concurrenten had. Op 31 augustus 2012 keerde hij terug naar zijn vaderland, waar hij ging spelen voor Siena. Na twee jaar verkaste Rosina naar Catania. Na één seizoen bij Catania werd de aanvaller op huurbasis gestald bij Bari. In 2016 verliep zijn verbintenis bij Catania en daarop tekende hij voor vier seizoenen bij Salernitana. Hij maakte het allereerste doelpunt in het seizoen 2016/17 in de Serie B: op vrijdag 26 augustus 2016 opende Rosina na 20 minuten de score in de uitwedstrijd tegen Spezia (1–1). In de zomer van 2020 besloot Rosina om op zesendertigjarige leeftijd een punt te zetten achter zijn actieve loopbaan.

## Interlandcarrière
Rosina maakte zijn debuut in het Italiaans voetbalelftal op 17 oktober 2007, toen met 2–0 gewonnen werd van Zuid-Afrika door twee doelpunten van Cristiano Lucarelli. De middenvelder mocht van bondscoach Roberto Donadoni in de basis beginnen en hij werd vier minuten voor tijd gewisseld voor Franco Semioli. De andere debutanten dit duel waren Alessandro Gamberini, Riccardo Montolivo (beiden Fiorentina), Andrea Dossena (Udinese) en Antonio Nocerino (Juventus).
| Interlands van Alessandro Rosina voor Italië | Interlands van Alessandro Rosina voor Italië | Interlands van Alessandro Rosina voor Italië | Interlands van Alessandro Rosina voor Italië | Interlands van Alessandro Rosina voor Italië | Interlands van Alessandro Rosina voor Italië |
| №                                            | Datum                                        | Wedstrijd                                    | Uitslag                                      | Competitie                                   | Goals                                        |
| Als speler bij Torino                        | Als speler bij Torino                        | Als speler bij Torino                        | Als speler bij Torino                        | Als speler bij Torino                        | Als speler bij Torino                        |
| -------------------------------------------- | -------------------------------------------- | -------------------------------------------- | -------------------------------------------- | -------------------------------------------- | -------------------------------------------- |
| 1                                            | 17 oktober 2007                              | Italië – Zuid-Afrika                         | 2 – 0                                        | Vriendschappelijk                            |                                              |